# NGC 1484
NGC 1484 è una galassia a spirale barrata situata nella costellazione dell'Eridano, a una distanza di circa 47 milioni di anni luce dalla nostra Via Lattea.

## Scoperta
La galassia è stata scoperta il 28 novembre 1837 dall'astronomo britannico John Herschel.

## Descrizione
NGC 1484 ha una classe di luminosità II e presenta una larga riga a 21 cm dell'idrogeno neutro.
La galassia fa parte dell'Ammasso della Fornace.